# Pierujärvet (Gällivare socken, Lappland, 745060-176865)
Pierujärvet är en sjö i Gällivare kommun i Lappland och ingår i Kalixälvens huvudavrinningsområde.